# KNVB-Pokal 2003/04
Der KNVB-Pokal 2003/04 (unter Sponsorenschaft auch Amstel-Cup) war die 86. Auflage des niederländischen Fußball-Pokalwettbewerbs. An ihr nahmen die 18 Mannschaften der Eredivisie, die 18 Teams der Eerste Divisie und 51 Vertreter aus dem Amateurbereich teil.
Pokalsieger wurde Titelverteidiger FC Utrecht. Das Team setzte sich im Finale gegen FC Twente Enschede durch. Der Sieger erhielt einen Startplatz im UEFA-Pokal.

## Modus
Alle Runden wurden im K.-o.-System durchgeführt. Bei unentschiedenem Ausgang gab es eine Verlängerung von zweimal 15 Minuten und gegebenenfalls ein Elfmeterschießen. Das Golden Goal bzw. Silver Goal wurde abgeschafft.

## Teilnehmende Teams
| Eredivisie (18) | Eredivisie (18) | Eerste Divisie (18) | Eerste Divisie (18) |
| --- | --- | --- | --- |
| - Ajax Amsterdam - PSV Eindhoven - Feyenoord Rotterdam - NAC Breda - NEC Nijmegen - FC Utrecht - AZ Alkmaar - FC Groningen - SC Heerenveen                                                | - Roda JC Kerkrade - RBC Roosendaal - FC Twente Enschede - Vitesse Arnheim - RKC Waalwijk - Willem II Tilburg - FC Zwolle - ADO Den Haag ▲ - FC Volendam ▲                                                            | - Excelsior Rotterdam ▼ - BV De Graafschap ▼ - Cambuur Leeuwarden - BVO Emmen - FC Den Bosch - FC Dordrecht - FC Eindhoven - Fortuna Sittard - Go Ahead Eagles                                                      | - HFC Haarlem - Heracles Almelo - Helmond Sport - MVV Maastricht - Sparta Rotterdam - Stormvogels Telstar - TOP Oss - BV Veendam - VVV-Venlo                                                        |
| Amateure (51) | | | |
| - Achilles 1894 - Achilles ’29 - ACV Assen - AGOVV Apeldoorn - AGOVV Apeldoorn II - AFC Amsterdam - SV Argon - ASWH - SV Babberich - VV Baronie - Be Quick '28 - VV Bennekom - VV Capelle | - JVC Cuijk - SV Deltasport Vlaardingen - VV Eijsden - USV Elinkwijk - VV Gemert - SC Genemuiden - HSC ’21 Haaksbergen - Harkemase Boys - HSV Hoek - SV Huizen - VV IJsselmeervogels - Jong Ajax - Jong SC Heerenveen | - VV Katwijk - VV Kloetinge - Koninklijke DU 1875 - SV Meerssen - VV Noordwijk - OJC Rosmalen - FC Omniworld - SDC Putten - K.v.v. Quick Boys - Rijnsburgse Boys - RKSV Schijndel/SBA Euro - VV SHO - SV Spakenburg | - TEC VV - Ter Leede Sassenheim - VSV TONEGIDO - SV De Treffers - Türkiyemspor Amsterdam - RKSV UDI ’19/Beter Bed - VV UNA - SV Urk - FC Vinkenslag - VVOG Harderwijk - RKVV Westlandia - WHC Wezep |

## Vorrunde
| Datum      |                | Ergebnis |                        |
| ---------- | -------------- | -------- | ---------------------- |
| 17.08.2003 | VV Katwijk (A) | 0:5      | Jong SC Heerenveen (A) |

(E) Eredivisie – (D) Erste Divisie – (A) Amateure

## 1. Runde
Teilnehmer: Der Sieger der Vorrunde, die 12 Mannschaften der Eredivisie 2002/03 (Platz sechs, sieben und neun bis achtzehn), alle 18 Zweitligisten und 49 weitere Amateure.
| Datum      |                               | Ergebnis              |                         |
| ---------- | ----------------------------- | --------------------- | ----------------------- |
| 09.08.2003 | Achilles ’29 (A)              | 0:4                   | VV Kloetinge (A)        |
| 09.08.2003 | SV Argon (A)                  | 1:0 n. V.             | Achilles 1894 (A)       |
| 09.08.2003 | SV Babberich (A)              | 1:3                   | Roda JC Kerkrade (E)    |
| 09.08.2003 | VV Capelle (A)                | 0:1                   | HSV Hoek (A)            |
| 09.08.2003 | SV Deltasport Vlaardingen (A) | 1:1 n. V. (9:8 i. E.) | Helmond Sport (D)       |
| 09.08.2003 | USV Elinkwijk (A)             | 1:4                   | RBC Roosendaal (E)      |
| 09.08.2003 | VV Eijsden (A)                | 1:2                   | TEC VV (A)              |
| 09.08.2003 | Harkemase Boys (A)            | 1:2                   | WHC Wezep (E)           |
| 09.08.2003 | JVC Cuijk (A)                 | 1:2                   | Fortuna Sittard (D)     |
| 09.08.2003 | OJC Rosmalen (A)              | 1:6                   | VVV-Venlo (D)           |
| 09.08.2003 | K.v.v. Quick Boys (A)         | 1:5                   | Heracles Almelo (D)     |
| 09.08.2003 | Rijnsburgse Boys (A)          | 0:1 n. V.             | Stormvogels Telstar (D) |
| 09.08.2003 | RKSV Schijndel/SBA Euro (A)   | 1:2 n. V.             | ADO Den Haag (E)        |
| 09.08.2003 | VV SHO (A)                    | 0:5                   | FC Den Bosch (D)        |
| 09.08.2003 | SV Spakenburg (A)             | 0:2                   | FC Volendam (E)         |
| 09.08.2003 | Türkiyemspor Amsterdam (A)    | 2:5                   | Go Ahead Eagles (D)     |
| 09.08.2003 | RKSV UDI ’19/Beter Bed (A)    | 0:4                   | Vitesse Arnheim (E)     |
| 09.08.2003 | VV UNA (A)                    | 0:5                   | MVV Maastricht (D)      |
| 09.08.2003 | SV Urk (A)                    | 0:2                   | AGOVV Apeldoorn (A)     |
| 09.08.2003 | FC Vinkenslag (E)             | 0:5                   | Excelsior Rotterdam (D) |
| 12.08.2003 | ACV Assen (A)                 | 1:4                   | Cambuur Leeuwarden (D)  |
| 12.08.2003 | AFC Amsterdam (A)             | 0:2                   | BV De Graafschap (D)    |
| 12.08.2003 | ASWH (A)                      | 1:2                   | FC Eindhoven (D)        |
| 12.08.2003 | VV Baronie (A)                | 7:0                   | VV Gemert (A)           |
| 12.08.2003 | Be Quick '28 (A)              | 2:5                   | BV Veendam (D)          |
| 12.08.2003 | VV Bennekom (A)               | 3:0                   | TOP Oss (D)             |
| 12.08.2003 | SC Genemuiden (A)             | 1:0                   | Koninklijke DU 1875 (A) |
| 12.08.2003 | HSC ’21 Haaksbergen (A)       | 1:4                   | FC Groningen (E)        |
| 12.08.2003 | SV Huizen (A)                 | 0:3                   | HFC Haarlem (D)         |
| 12.08.2003 | SV Meerssen (A)               | 0:6                   | Willem II Tilburg (E)   |
| 12.08.2003 | VV Noordwijk (A)              | 1:7                   | FC Zwolle (E)           |
| 12.08.2003 | FC Omniworld (A)              | 4:2                   | AGOVV Apeldoorn II (A)  |
| 12.08.2003 | Ter Leede Sassenheim (A)      | 0:2                   | BVO Emmen (D)           |
| 12.08.2003 | SV De Treffers (A)            | 2:1                   | FC Dordrecht (D)        |
| 12.08.2003 | VSV TONEGIDO (A)              | 0:8                   | RKC Waalwijk (E)        |
| 12.08.2003 | VVOG Harderwijk (A)           | 0:7                   | FC Twente Enschede (E)  |
| 12.08.2003 | RKVV Westlandia (A)           | 0:4                   | Sparta Rotterdam (D)    |
| 12.08.2003 | VV IJsselmeervogels (A)       | 2:4 n. V.             | Jong Ajax (A)           |
| 01.09.2003 | Jong SC Heerenveen (A)        | 1:3                   | AZ Alkmaar (E)          |
| 01.09.2003 | SDC Putten (A)                | 0:4                   | SC Heerenveen (E)       |

(E) Eredivisie – (D) Erste Divisie – (A) Amateure

## 2. Runde
Teilnehmer: Die 40 Sieger der 1. Runde.
| Datum      |                         | Ergebnis |                               |
| ---------- | ----------------------- | -------- | ----------------------------- |
| 23.09.2003 | AGOVV Apeldoorn (A)     | 0:2      | RKC Waalwijk (E)              |
| 23.09.2003 | SV Argon (A)            | 3:4      | FC Volendam (E)               |
| 23.09.2003 | VV Bennekom (A)         | 2:8      | Willem II Tilburg (E)         |
| 23.09.2003 | FC Den Bosch (D)        | 2:1      | FC Zwolle (E)                 |
| 23.09.2003 | BVO Emmen (D)           | 1:2      | FC Eindhoven (D)              |
| 23.09.2003 | Excelsior Rotterdam (D) | 2:0      | VVV-Venlo (D)                 |
| 23.09.2003 | Go Ahead Eagles (D)     | 3:5      | Stormvogels Telstar (D)       |
| 23.09.2003 | HFC Haarlem (D)         | 1:2      | Cambuur Leeuwarden (D)        |
| 23.09.2003 | SC Heerenveen (E)       | 3:1      | AZ Alkmaar (E)                |
| 23.09.2003 | Heracles Almelo (D)     | 4:0      | ADO Den Haag (E)              |
| 23.09.2003 | VV Kloetinge (A)        | 0:3      | FC Twente Enschede (E)        |
| 23.09.2003 | RBC Roosendaal (E)      | 4:0      | MVV Maastricht (D)            |
| 23.09.2003 | Sparta Rotterdam (D)    | 2:1      | BV De Graafschap (D)          |
| 23.09.2003 | SV De Treffers (D)      | 2:3      | BV Veendam (D)                |
| 23.09.2003 | Vitesse Arnheim (E)     | 4:0      | Fortuna Sittard (D)           |
| 23.09.2003 | VV Baronie (A)          | 1:0      | Roda JC Kerkrade (E)          |
| 25.09.2003 | HSV Hoek (A)            | 7:0      | SC Genemuiden (A)             |
| 25.09.2003 | FC Omniworld (A)        | 7:3      | SV Deltasport Vlaardingen (A) |
| 25.09.2003 | TEC VV (A)              | 0:3      | Jong Ajax (A)                 |
| 25.09.2003 | WHC Wezep (A)           | 00:1 1   | FC Groningen (E)              |

## 3. Runde
Teilnehmer: Die 20 Sieger der 2. Runde.
| Datum      |                         | Ergebnis  |                         |
| ---------- | ----------------------- | --------- | ----------------------- |
| 28.10.2003 | VV Baronie (A)          | 0:2       | Heracles Almelo (D)     |
| 28.10.2003 | Excelsior Rotterdam (D) | 1:2       | Sparta Rotterdam (E)    |
| 28.10.2003 | SC Heerenveen (E)       | 3:1       | Stormvogels Telstar (D) |
| 28.10.2003 | HSV Hoek (A)            | 2:0       | BV Veendam (D)          |
| 28.10.2003 | RBC Roosendaal (E)      | 1:0 n. V. | FC Groningen (E)        |
| 28.10.2003 | Vitesse Arnheim (E)     | 4:0       | FC Volendam (E)         |
| 29.10.2003 | Cambuur Leeuwarden (D)  | 1:3 n. V. | FC Twente Enschede (E)  |
| 29.10.2003 | FC Den Bosch (D)        | 0:2       | Jong Ajax (A)           |
| 29.10.2003 | FC Eindhoven (D)        | 0:2       | Willem II Tilburg (E)   |
| 29.10.2003 | FC Omniworld (A)        | 2:4 n. V. | RKC Waalwijk (E)        |

## Achtelfinale
Teilnehmer: Die 10 Sieger der 3. Runde und die sechs Klubs der Eredivisie 2002/03, die im Europapokal spielten (Ajax, PSV, Feyenoord, NAC, NEC, FC Utrecht) stiegen in dieser Runde ein.
| Datum      |                         | Ergebnis |                       |
| ---------- | ----------------------- | -------- | --------------------- |
| 16.12.2003 | Heracles Almelo (D)     | 4:1      | HSV Hoek (A)          |
| 16.12.2003 | PSV Eindhoven (E)       | 2:0      | Willem II Tilburg (E) |
| 16.12.2003 | Sparta Rotterdam (E)    | 2:0      | RBC Roosendaal (E)    |
| 16.12.2003 | FC Twente Enschede (E)  | 1:0      | Jong Ajax (A)         |
| 17.12.2003 | Ajax Amsterdam (E)      | 0:1      | NAC Breda (E)         |
| 17.12.2003 | Feyenoord Rotterdam (E) | 1:0      | Vitesse Arnheim (E)   |
| 17.12.2003 | SC Heerenveen (E)       | 0:1      | NEC Nijmegen (E)      |
| 17.12.2003 | FC Utrecht (E)          | 3:1      | RKC Waalwijk (E)      |

## Viertelfinale
| Datum      |                        | Ergebnis              |                         |
| ---------- | ---------------------- | --------------------- | ----------------------- |
| 03.02.2004 | Sparta Rotterdam (E)   | 0:0 n. V. (3:2 i. E.) | NEC Nijmegen (E)        |
| 04.02.2004 | PSV Eindhoven (E)      | 0:1                   | NAC Breda (E)           |
| 04.02.2004 | FC Twente Enschede (E) | 3:1 n. V.             | Feyenoord Rotterdam (E) |
| 04.02.2004 | FC Utrecht (E)         | 3:2                   | Heracles Almelo (D)     |

## Halbfinale
| Datum      |                        | Ergebnis              |                |
| ---------- | ---------------------- | --------------------- | -------------- |
| 16.03.2004 | FC Twente Enschede (E) | 2:2 n. V. (4:3 i. E.) | NAC Breda (E)  |
| 17.03.2004 | Sparta Rotterdam (E)   | 3:3 n. V. (3:4 i. E.) | FC Utrecht (E) |

## Finale
| FC Twente Enschede                  | FC Twente Enschede | FC Utrecht | FC Utrecht |
| ----------------------------------- | --- | --- | ---------- |
| FC Twente Enschede                  | \| 23. Mai 2004 in Rotterdam (De Kuip) \| \| Ergebnis: 0:1 (0:0) \| \| Zuschauer: 48.000 \| \| Schiedsrichter: Roelof Luinge \| \| Spielbericht \| | \| 23. Mai 2004 in Rotterdam (De Kuip) \| \| Ergebnis: 0:1 (0:0) \| \| Zuschauer: 48.000 \| \| Schiedsrichter: Roelof Luinge \| \| Spielbericht \| | FC Utrecht |
| FC Twente Enschede                  | Cees Paauwe – Rahim Ouédraogo, Spira Grujić, Patrick Pothuizen, Jeroen Heubach – Sjaak Polak, Simon Cziommer (71. Kim Christensen), Chris van der Weerden, Adil Ramzi (81. Arco Jochemsen) – Blaise Nkufo, Giorgi Gachokidse Cheftrainer: René Vandereycken ( Belgien) | René Ponk – Michael Lamey, Patrick Zwaanswijk, Alje Schut (55. Sander Keller), Etienne Shew-Atjon – Jean-Paul de Jong (70. Jordy Zuidam), Stefaan Tanghe, Joost Broerse, Richal Leitoe (80. Abdelhali Chaiat) – Hans van de Haar, Dave van den Bergh Cheftrainer: Foeke Booy | FC Utrecht |
| FC Twente Enschede                  | 0:1 Dave van den Bergh (66.) | | FC Utrecht |
| FC Twente Enschede                  | Rahim Ouédraogo, Sjaak Polak | Jean-Paul de Jong, Jordy Zuidam, Abdelhali Chaiat, Sander Keller | FC Utrecht |
| FC Twente Enschede                  | Jeroen Heubach (86.) | | FC Utrecht |
| 23. Mai 2004 in Rotterdam (De Kuip) | | |            |
| Ergebnis: 0:1 (0:0)                 | | |            |
| Zuschauer: 48.000                   | | |            |
| Schiedsrichter: Roelof Luinge       | | |            |
| Spielbericht                        | | |            |